# بورش 987
بورش 987 هي سيارة كوبيه رياضية من صناعة بورش أنتجت في 2004 وتوقف إنتاجها في 2012.